# Michael Hirz
Michael Hirz (* 4. März 1952 in Neukirchen-Vluyn) ist ein deutscher Journalist, Medienmanager und Moderator. Von 2008 bis 2018 war er Programmgeschäftsführer des Fernsehsenders Phoenix.

## Biografie
Hirz studierte Englisch, Spanisch und Politikwissenschaft in Köln und Bonn. Nach Abschluss des Studiums im Jahr 1977 war er kurze Zeit am Aufbau des wissenschaftlichen Dienstes einer Stiftung in Bonn beteiligt, bevor er im Oktober 1977 als Volontär zum Kölner Stadt-Anzeiger wechselte.
Nach Volontariat und kurzer Redakteurstätigkeit ging er im Jahr 1981 zum Westdeutschen Rundfunk Köln, wo er als stellvertretender Leiter der Presse- und Öffentlichkeitsarbeit wirkte. Im Jahr 1988 wechselte er in die Fernseh-Chefredaktion Politik. Neben der Arbeit für zahlreiche Brennpunkt- und Sondersendungen der ARD im In- und Ausland war er an der Entwicklung zahlreicher Sendungen für das Erste Deutsche Fernsehen und für das WDR-Fernsehen beteiligt. Gleichzeitig leitet er von 1988 bis 2008 die Redaktion der ARD-Sendung Presseclub.
Nach der Leitung mehrerer Redaktionen in der Inlands- und Auslandsabteilung des WDR übernahm er 1998 die Leitung der Fernseh-Abteilung Kultur im WDR. Gleichzeitig behielt er die Leitung der Presseclub-Redaktion. Ebenfalls 1998 rief er die Veranstaltungsreihe PresseclubForum ins Leben, ganztägige Symposien zu grundlegenden Fragen der gesellschaftlichen und politischen Entwicklung. Außerdem moderiert er oft den Internationalen Frühschoppen.
Im November 2007 wählten ihn die Intendanten der ARD zum Programmgeschäftsführer des Fernsehsenders Phoenix. Von Februar 2008 bis Januar 2018 übte Hirz diese Aufgabe aus. Hirz moderierte für den Sender zahlreiche Sendungen und Sendereihen, z. B. Unter den Linden und im Dialog. Zu seinen Gästen zählten u. a. Bundeskanzlerin Angela Merkel, EU-Kommissionspräsident Jean-Claude Juncker, andere Spitzenpolitiker und Spitzen-Vertreter aus Wirtschaft und Kultur, darunter auch Nobelpreisträger Günter Grass. Seit Anfang 2018, zum Ende seiner zweiten Amtszeit, arbeitet Michael Hirz als freier Journalist, Moderator und Medienberater.
Michael Hirz wurde in zahlreiche Jurys und Beiräte verschiedener Einrichtungen berufen. Er ist u. a. Mitglied des Kuratoriums der Civis Medienstiftung und Jury-Mitglied des Gerd Ruge-Preises sowie des Medienpreis Mittelstand. Zudem nimmt er Lehraufträge im Bereich Politik/Journalismus wahr, u. a. an der Hochschule Bonn-Rhein-Sieg. Für die Bonner Akademie für Praktische Politik BAPP hat er eine Podcast-Serie moderiert, in der Prominente aus Politik, Wirtschaft und Kultur zu aktuellen Fragestellungen befragt werden. Als Moderator arbeitet Hirz u. a. für das Literaturfestival lit.Cologne und das Philosophie-Festival phil.Cologne, aber auch für Stiftungen wie die Brost-Stiftung in Essen.
Als Vorstand des Kölner Presseclub e.V. engagiert er sich ehrenamtlich.
Hirz ist Mitglied der Ludwig-Erhard-Stiftung.